# Jako
Denna artikel handlar om företaget Jako. För papegojsläktet Psittacus, se jakor.
Jako AG, tysk tillverkare av sportartiklar (kläder), grundad 1989
Jako har under 1990-talet etablerat sig som en uppstickare i sportklädesbranschen och sponsrar idag flera klubbar i Bundesliga och i andra länder. Bland de lag som har Jako märks Eintracht Frankfurt och FC Hansa Rostock. Märket finns idag över hela världen men i Sverige än så länge i mindre omfattning.